# 褐煤酸
褐煤酸是一种饱和脂肪酸，主要发现于褐煤蜡中。它也出现于蜂蜡和白蜡中。褐煤酸的乙二醇酯和甘油酯可用作果皮上的保护层和食物上的涂层。
它的E编码为E912。